# Andrij Orlyk
Andrij Wjatscheslawowytsch Orlyk (ukrainisch Андрій В'ячеславович Орлик; * 6. März 1998 in Schostka, Ukraine) ist ein ehemaliger ukrainischer Skilangläufer.

## Werdegang
Orlyk startete international erstmals beim Europäischen Olympischen Winter-Jugendfestival 2015 in Steg. Seine beste Platzierung dort war der vierte Platz über 10 km klassisch. Bei den nordischen Skiweltmeisterschaften 2015 in Falun belegte er den 75. Platz im Sprint, den 19. Rang zusammen mit Ruslan Perechoda im Teamsprint und den 17. Platz mit der Staffel. Im folgenden Jahr kam er bei den Olympischen Jugend-Winterspielen 2016 in Lillehammer auf den 17. Platz im Sprint, auf den 15. Rang im Cross und auf den fünften Platz über 10 km Freistil. Seine besten Platzierungen bei den Nordischen Junioren-Skiweltmeisterschaften 2016 in Râșnov waren der 23. Platz über 10 km klassisch und der 17. Rang mit der Staffel. In der Saison 2016/17 lief drei seiner vier Rennen im Weltcup und erreichte in Otepää mit dem 69. Platz über 15 km klassisch seine beste Platzierung. Bei den Nordischen Junioren-Skiweltmeisterschaften 2017 in Soldier Hollow belegte er den 48. Platz im Sprint, den 23. Rang über 10 km Freistil und den 20. Platz im Skiathlon und bei den nordischen Skiweltmeisterschaften 2017 in Lahti den 85. Platz im Sprint und den 59. Rang über 15 km klassisch. Ende Januar 2018 kam er bei den Nordischen Junioren-Skiweltmeisterschaften in Goms auf den 65. Platz im Sprint, auf den 36. Rang im Skiathlon und auf den 26. Platz über 10 km klassisch. Bei den Olympischen Winterspielen 2018 in Pyeongchang lief er auf den 86. Platz über 15 km Freistil, auf den 73. Rang im Sprint und auf den 20. Platz zusammen mit Oleksij Krassowskyj im Teamsprint. Seine letzten Teilnahmen an internationalen Wettbewerben waren bei den U23-Weltmeisterschaften 2019 in Lahti und bei den U23-Weltmeisterschaften 2020 in Oberwiesenthal.